# Coppa del Re 1921
La Copa del Rey 1921 fu la ventunesima edizione della Coppa del Re. Il torneo iniziò il 9 aprile per poi concludersi l'8 maggio 1921. La finale si svolse allo Stadio San Mamés di Bilbao in cui l'Athletic Bilbao ottenne l'ottava affermazione in questa competizione.

## Partecipanti
- Biscaglia:  Athletic Bilbao
- Gipuzkoa:  Real Unión
- Castiglia:  Atlético Madrid
- Andalusia:  Siviglia
- Galizia: Real Fortuna
- Asturie:  Sporting Gijón[1]
- Levante: SR Levante

## Quarti di finale
Il Barcellona si ritirò per protesta con la Federazione a causa dello spostamento della sede della finale da Siviglia a Bilbao. Di conseguenza, l'Atlético Madrid si qualificò per le semifinali.
| Vigo 27 marzo 1921 | Real Fortuna | 5 – 1 | Real Unión |  |

| Irun 3 aprile 1921 | Real Unión | 3 – 2 | Real Fortuna |  |

Avendo vinto una partita ciascuno, il Real Fortuna e il Real Union disputarono una partita di ripetizione su campo neutro.
| Madrid 10 aprile 1921 | Real Fortuna | 3 – 4 | Real Unión |  |

| Bilbao 3 aprile 1921 | Athletic Bilbao | 2 – 1 | Sporting Gijón |  |

| Gijón 10 aprile 1921 | Sporting Gijón | 0 – 1 | Athletic Bilbao |  |

| Siviglia 10 aprile 1921 | Siviglia | 2 – 0 | SR Levante |  |

| Murcia 17 aprile 1921 | SR Levante | 0 – 3 | Siviglia |  |

## Semifinali
| Irun 17 aprile 1921 | Real Unión | 1 – 2 | Atlético Madrid |  |

| Madrid 24 aprile 1921 | Atlético Madrid | 5 – 2 | Real Unión |  |

| Madrid 1º maggio 1921 | Siviglia | 4 – 2 | Athletic Bilbao |  |

| Madrid 2 maggio 1921 | Athletic Bilbao | 1 – 1 | Siviglia |  |

Il Siviglia vinse la semifinale ma a causa di alcune irregolarità commesse nel quarto di finale il club andaluso fu squalificato.

## Finale
| Arbitro: | José Àngel Berraondo |

|                                    |           |            |
| Laca 29’ 63’ Acedo 41’ (rig.), 68’ | Marcatori | 38’ Triana |